# Tulufolket
Tulufolket (även tuluva) är en folkgrupp som är bosatt  i delstaten Karnataka i södra Indien. Majoriteten är hinduer.
Många tuluer är jordbrukare men arbetar även i städerna och är där affärsmän. De som bor vid Arabiska havet har fiskerinäringen som inkomst. Tuluerna är kända för att vara vänliga och gästfria. De talar tulu som är ett dravidiskt språk som saknar skrift. Därför använder de även kannada som är ett skriftspråk. I regionerna som gränsar till Kerala använder de även grannspråket malayalam.